# Лотт, Стив
Стив Лотт (англ. Steve Lott) (17 января 1950 — 6 ноября 2021) — основатель и генеральный директор Зала Боксерской Славы в Лас-Вегасе (BHOF), являлся экспертом в области истории бокса, работал киноредактором на телеканале ESPN, а также менеджером и ассистентом менеджеров в боксе.

## Профессиональная деятельность

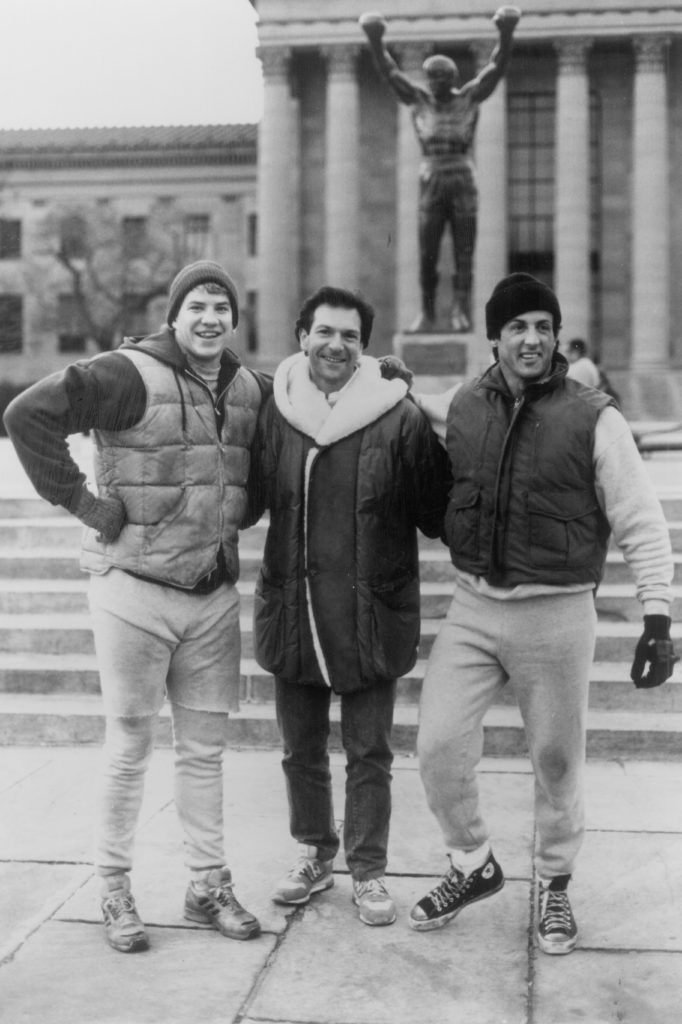
Стив Лотт, Сильвестр Сталлоне и Томми Моррисон

Стив Лотт был исполнительным продюсером в Big Fights Inc., а также менеджером и ассистентом менеджеров десяти боксеров, пять из которых являются чемпионами мира. На сегодняшний день Лотт владеет одной из крупнейших в мире коллекций уникальных памятных вещей по боксу, многие из которых представлены в новом боксерском зале славы в SCORE.
В 1980-х годах он участвовал в подготовке Майка Тайсона, вместе с Касом Д’Амато.

### Зал боксёрской славы (BHOF)
Залу боксёрской славы принадлежат классические фильмамы и видеофонотеки, общей стоимостью 75 миллионов долларов.

## Фильмография
| Год  | Названия фильма на русском                           | Оригинальное название                        |
| ---- | ---------------------------------------------------- | -------------------------------------------- |
| 1977 | Нокаут                                               | Knockout                                     |
| 1993 | Падший чемпион. Нерассказанная история Майка Тайсона | Fallen Champ: The Untold Story of Mike Tyson |
| 2008 | Триллер в Маниле                                     | Thrilla in Manila                            |
| 2015 | Али против Фрайзера: бой века                        | Ali vs. Frazier: The Fight of the Century    |
| 2015 | Определяющие моменты Гардена                         | The Garden’s Defining Moments                |

## Интересные факты
- После смерти Каса Д’Амато, Майк Тайсон жил со Стивом Лоттом, который отвечал за его выступления, съемки в рекламе, общению с правоохранительными структурами[6].
- Стив Лотт обвиняет Дона Кинга в мошенничестве в отношении Майка Тайсона[4].